# El caso Makropulos
El caso Makropulos (título original en checo, Věc Makropulos) es una ópera en tres actos con música y libreto en checo de Leoš Janáček basada en la obra de teatro homónima de Karel Čapek. Se estrenó en Brno el 18 de diciembre de 1926 dirigida por Frantisek Neumann con Alexandra Remislavská-Čvanová. Es la penúltima ópera de Janáček, que tomó como referencia a la joven Kamila Stösslová.

## Historia
Janáček vio la representación teatral en Praga en 1922, captando inmediatamente su potencial para ser transformada en ópera. Una vez puesto de acuerdo con Čapek, Janáček escribió su propio libreto.
Al estreno en Brno se sucedió el de Praga en 1927 y en Alemania en 1929. Fue revivida en sueco en 1960 por Elisabeth Söderström, legendaria intérprete de la heroína y en Londres en 1964. En 1966 se estrenó en Estados Unidos en la San Francisco Opera con Marie Collier.
Dirigida por Andrew Davis en el Festival de Glyndebourne, fue objeto de una versión referencial por Nikolaus Lehnhoff protagonizada por Anja Silja.
Su demorado estreno en el Metropolitan Opera fue en 1996 protagonizado por Jessye Norman, Håkan Hagegård, Donald McIntyre y el tenor Richard Versalle que murió de una caída durante la primera representación el 5 de enero después de pronunciar la frase "Too bad you can only live so long". La obra fue repuesta en 1998 y 2001 con Catherine Malfitano.
El caso Makropulos se representa poco; en las estadísticas de Operabase aparece la n.º 146 de las óperas representadas en 2005-2010, siendo la 7.ª en la República Checa y la cuarta de Janáček, con 21 representaciones en el período.

## Personajes
| Personajes                                                 | Tesitura  | Reparto el 18 de diciembre de 1926 Director: František Neumann |
| ---------------------------------------------------------- | --------- | -------------------------------------------------------------- |
| Emilia Marty o Elina Makropulos (Famosa cantante de ópera) | soprano   | Alexandra Remislavská-Čvanová                                  |
| Albert Gregor (admirador de Emilia)                        | tenor     | Emil Olšovský                                                  |
| Dr. Kolenatý (un abogado)                                  | barítono  | Ferdinand Pour                                                 |
| Vítek (ayudante de Kolenatý)                               | tenor     | Valentin Šindler                                               |
| Kristina (Krista) (joven cantante, hija de Vítek)          | soprano   | Jožka Mattesová                                                |
| Barón Jaroslav Prus (noble bohemio)                        | barítono  | Zdeněk Otava                                                   |
| Janek (hijo de Prus)                                       | tenor     | Antonín Pelc                                                   |
| Conde Hauk-Šendorf (noble bohemio)                         | tenor     | Václav Šindler                                                 |
| Un técnico de escena                                       | barítono  | Jaroslav Čihák                                                 |
| Una limpiadora                                             | contralto | Jelena Ježičová                                                |
| Una doncella                                               | contralto |                                                                |

## Argumento
La ópera gira en torno al extraordinario personaje de la cantante de ópera Emilia Marty, manipuladora astuta y vulnerable a la vez, hija del alquimista Hieronymus Makropulos y prueba viviente del elixir que preparó su padre haciéndola prácticamente inmortal. La cantante de 300 años asume los roles de Eugenia Montez, Ekaterina Myshkin y Elian McGregor, mientras anhela vivir otros 300 años más.

### Resumen
La famosa cantante de ópera Emilia Marty siente que, transcurridos 300 años desde que fue utilizada para experimentar sobre su persona un elixir que detiene el envejecimiento, sus efectos sobre ella se están disipando. Sintiéndose envejecer, no duda en utilizar cualquier medio que esté a su disposición para recuperar los documentos que contienen la fórmula de la poción y así vivir otros 300 años más. Será en este proceso en el que descubrirá que realmente no desea seguir viviendo más tiempo. La fórmula es destruida y Emilia fallece.

### Acto I
Praga, 1922. Vítek, pasante de abogacía, habla con Albert Gregor en el bufete en el que trabaja. Está buscando al abogado Kolenatý para conocer los detalles de la marcha de un litigio contra los Prus que dura ya casi cien años y que ha sido elevado recientemente por los Gregor hasta el Tribunal Supremo. Puede ser el momento de resolverlo definitivamente. Josef Ferdinand Prus murió sin descendencia conocida cien años atrás y su enorme herencia es objerto de litigio entre las familias Gregor y Prus. Entra Kristina, hija de Vítek, admiradora de la famosa cantante de ópera Emilia Marty y joven artista también. A continuación entran el abogado Kolenatý acompañado de Emilia Marty en persona, que aporta detalles acerca de un hijo ilegítimo de Ferdinand Prus y Elina MacGregor, cantante de ópera de la corte de Viena, llamado Ferdinand Karel Gregor.
Marty asegura que en casa de los Prus existe un documento que así lo atestigua. Kolenatý sale con la intención de comprobar la información aportada por Marty.
Entretanto Albert Gregor corteja a Emilia, pero ésta la rechaza. El abogado certifica la exactitud de las declaraciones de Emilia y por tanto la legitimidad de las exigencias de Gregor.

### Acto II
El escenario vacío de un gran teatro. Después de la representación de Emilia sus admiradores Vítek, Gregor y el diplomático Haus-Šendorf la buscan. Entre ellos está también Janek Prus, aunque esté enamorado de Kristina, la hija de Vítek. Hauk-Šendorf, cuando ve a Kristina Marty, recuerda a la cantante española Eugenia Montez, de quien fue amante cincuenta años atrás. El padre de Prus cuenta que encontró entre sus papeles las cartas de Eliana MacGregor y en su opinión Eliana es igual a una tal Elina Makropoulos. Emilia quiere comprarle las cartas a Prus y puesto que éste se niega a vendérselas, intenta convencer a Janek para que robe los documentos a su padre Jaroslav, pero este escucha la conversación. Prus echa a su hijo y llega a un acuerdo con Emilia: si ella pasa una noche con él, recibirá los papeles.

### Acto III
La habitación de hotel de Emilia. Jaroslav Prus está decepcionado de la noche que ha pasado con Emilia, pero mantiene su palabra y le da los papeles. Entretanto Janek se ha suicidado porque no podía soportar el lío amoroso de su padre. Prus está desesperado y Emilia recibe la noticia con gran frialdad. El abogado Kolenatý está preocupado porque la policía sospecha que hay engaño, ya que la firma de Eliana MacGregor que aparece en los papeles que tiene Prus en su casa procede de la misma mano que la dedicatoria a Kristina que se puede leer en la foto de Emilia Marty. Mientras Emilia se cambia de ropa, los hombres buscan entre sus papeles y las cartas que hay sobre la mesa. Las iniciales de las firmas son siempre E.M.: Elina Makropoulos, Eliana MacGregor, Elsa Müller, Ekaterina Miskin, Eugenia Montez y Emilia Marty. Todas las firmas de la misma mano. Entonces Emilia relata la historia de su vida. Ella es Elina Makropoulos, nacida en 1585. Su padre, de origen griego, alquimista y médico del emperador Rudolf II, inventó un elixir para prolongar la vida y el emperador le obligó a probarlo en ella. Al padre lo asesinaron siendo aún joven. Durante los siglos pasados Elina ha vivido en diferentes países, ocultándose bajo diferentes nombres. El documento que conserva el secreto del elixir lo dejó hace cien años en casa de su único amor verdadero, Josef Ferdinand Prus. Ahora ella ha decidido inmiscuirse en el proceso para recuperar el documento y poder alargar así un poco más su vida. Pero, como se ha dado cuenta de que esta vida es absurda, comienza a desistir de su propósito. Entrega el documento a Kristina, quien lo arroja al fuego. Es el único modo de que Emilia muera aliviada y feliz.

## Grabaciones
Fue grabada en 1959 por Zdenka Hrncirova y en 1966 por Libuse Prylova y por Gabriela Beňačková en 2000 En 1976 fue interpretada por Anja Silja dirigida por Christoph von Dohnányi y luego Andrew Davis en el Festival de Glyndebourne.
El registro referencial de la ópera fue protagonizado por Elisabeth Söderström con Charles Mackerras en 1978.